# Ceratopogònids
Els ceratopogònids (Ceratopogonidae) són una família de petites dípters nematòcers de l'infraordre dels culicomorfs. Segons les darreres estimacions conté 130 gèneres i 5902 espècies. Estan estretament relacionades amb les Chironomidae, Simuliidae i Thaumaleidae.
Fan d'1 a 4 mm de longitud. Les troba en hàbitats aquàtics i semiaquàtics a tot el món. Les femelles de moltes espècies s'alimenten de sang d'una gran quantitat d'hostes animals (hematofagia).
Culicoides, Forcipomyia (Lasiohelea), Leptoconops piquen a vertebrats. Algunes Atrichopogon i Forcipomyia són ectoparàsits d'altres insectes. Dasyhelea s'alimenta exclusivament de nèctar. Espècies d'altres gèneres són predadores d'altres petits insectes.
Les larves es troben sota l'escorça, en fusta podrida, compost, forats en arbres, o en plantes aquàtiques. Moltes de les espècies xucladores de sang, són plagues en platges i en muntanyes i poden ser vectors de malalties produïdes per virus, protozous, i cucs (filariosis). Altres espècies són importants pol·linitzadors de cultius tropicals com el cacau.